# Ghost in the Shell: SAC 2045
Ghost in the Shell: SAC_2045 (Kōkaku Kidōtai: SAC_2045) est une série d'animation japonaise, basée sur la série de mangas Ghost in the Shell des années 1980 par Masamune Shirow, située dans la sous-continuité Stand Alone Complex.
La première saison est diffusée à l'international sur Netflix entre le 23 avril 2020 et la seconde le 23 mai 2022. Deux films récapitulatifs des deux saisons ont également été produits,.
Chronologiquement et à la suite de Stand Alone Complex, ces deux saisons se placent comme les troisième et quatrième de l'univers.

## Production
Kodansha et Production IG ont annoncé le 7 avril 2017 que Kenji Kamiyama et Shinji Aramaki co-dirigeraient une nouvelle production d'anime Kōkaku Kidōtai. Le 7 décembre 2018, Netflix a annoncé qu'ils avaient acquis les droits de diffusion dans le monde entier de la série animée intitulée Ghost in the Shell: SAC_2045, et qu'elle serait présentée le 23 avril 2020.  
La série est en 3DCG et Sola Digital Arts collabore avec Production IG sur le projet. Ilya Kuvshinov s'occupe de la conception des personnages. La série est composée de deux saisons de 12 épisodes chacune.  

## Synopsis
En l'an 2045, après une catastrophe économique connue sous le nom Défaut Global Simultanée qui a détruit la valeur de toutes les formes de monnaie papier et électronique, les « Big 4 » nations du monde se sont engagés dans un état de  guerre sans fin nommée « guerre durable » pour maintenir l'économie en marche.  
Dans ce monde, Motoko, Batou et d'autres membres de la section 9 se sont vendus comme des mercenaires sous le groupe "GHOST", utilisant leurs améliorations cybernétiques et leur expérience de la bataille pour gagner leur vie tout en désamorçant les points chauds à travers le monde.  
Cependant, l'émergence de "Post Humains" et une conspiration découverte par l'ancien chef Aramaki obligent la section 9 à se reformer. 

## Distribution de voix
| Personnage        | Japonais           | Français          |
| ----------------- | ------------------ | ----------------- |
| Motoko Kusanagi   | Atsuko Tanaka      | Hélène Bizot      |
| Daisuke Aramaki   | Osamu Saka         | Frédéric Cerdal   |
| Batou             | Akio Otsuka        | Philippe Catoire  |
| Togusa            | Kōichi Yamadera    | Yann Pichon       |
| Ishikawa          | Yutaka Nakano      | Mathieu Rivolier  |
| Saito             | Tōru Ōkawa         | Cyrille Monge     |
| Paz               | Takashi Onozuka    | Emmanuel Gradi    |
| Borma             | Taro Yamaguchi     | Raphael Cohen     |
| Tachikoma         | Sakiko Tamagawa    | Patricia Legrand  |
| Purin Esaki       | Megumi Han         | Laurence Sacquet  |
| Standard          | Kenjiro Tsuda      | Cédric Dumond     |
| John Smith        | Kaiji Soze         | Pierre Tessier    |
| Chris Tate        | Shigeo Kiyama      | Constantin Pappas |
| Takashi Shimamura | Megumi Hayashibara | Benjamin Bollen   |

## Liste des épisodes

### Saison 1 (2020)
| No. | Titre original                                             | Titre français                                            | Date de diffusion |
| --- | ---------------------------------------------------------- | --------------------------------------------------------- | ----------------- |
| 1 | "NO NOISE NO LIFE - Sustainable War"                       | PAS DE BRUIT, PAS DE VIE - Une guerre viable              | 23 avril 2020     |
| Motoko rencontre Batou, Saito, Ishikawa et la nouvelle recrue Standard ("Le Clown") sur les routes de Palm Springs, CA, déchirées par la guerre, alors qu'ils essaient de trouver la personne qui fournit des armes puissantes aux bandits locaux. Pendant ce temps, Togusa nouvellement divorcé a repris son travail de policier au Japon quand Aramaki lui demande son aide pour une nouvelle enquête. De retour à Palm Springs, le groupe de Motoko rencontre un informateur confidentiel qui affirme que les belligérants se procurent des armes auprès d'un "bon 1%er" mais ne sait pas de qui il s'agit, lorsqu'ils tombent soudainement sur un chien de garde robotisé.                                                                                              |                                                            |                                                           |                   |
| 2 | "AT YOUR OWN RISK - Divided by a Wall"                     | À VOS RISQUES ET PÉRILS - Séparés par un mur              | 23 avril 2020     |
| Les belligérants de Palm Springs subissent de lourdes pertes mais se frayent un chemin à travers le groupe de Motoko à l'aide d'un APC de haute technologie et de drones équipés de missiles Hellfire. Motoko parvient à faire tomber le drone tandis que son équipe met le TTB hors service, mais le drone soi-disant abattu tire un missile sur un manoir au loin, le détruisant. Pendant ce temps, au Japon, Aramaki informe Togusa du plan du nouveau Premier ministre pour relancer la section 9. |                                                            |                                                           |                   |
| 3 | "MAVERICK - MIA"                                           | DISSIDENT - Portés disparus                               | 23 avril 2020     |
| L'escouade GHOST de Motoko est appréhendée par une escouade de cyborgs de l'US Delta Force. Un agent américain se faisant appeler John Smith engage GHOST pour une mission de sauvetage, et leur fait effectuer divers exercices d'entraînement en réalité virtuelle, tout en prévoyant secrètement de les faire tuer ensuite. Pendant ce temps, Togusa essaie de contacter les anciens membres de la section 9, et il suit la piste jusqu'en Californie, où il rencontre finalement l'un des Tachikoma de Motoko. |                                                            |                                                           |                   |
| 4 | "SACRIFICIAL PAWN - Emissary from the Divide"              | SACRIFICE - Émissaire du Fossé                            | 23 avril 2020     |
| Togusa aide accidentellement John Smith à confirmer les identités de GHOST tout en étant averti de ne pas creuser davantage. Les Tachikoma de Motoko demandent à Togusa d'aider à réparer leur camarade endommagé. Aramaki découvre que la NSA utilise GHOST, mais ne peut pas les récupérer par l'intermédiaire de ses contacts, ce qui le force à demander au Premier ministre d'intervenir. GHOST est mis en action près de Beverly Hills, où ils réalisent que leur cible est un entrepreneur en robotique nommé Patrick Huge, et que la mission n'est pas un sauvetage mais un enlèvement. |                                                            |                                                           |                   |
| 5 | "PATRICK HUGE - Gift from God"                             | PATRICK HUGE - Un don de Dieu                             | 23 avril 2020     |
| L'escouade GHOST de Motoko s'infiltre chez Patrick Huge mais ne parvient pas à l'appréhender, car il esquive inexplicablement tous leurs tirs et la plupart de leurs attaques. Après s'être battue avec les robots de sécurité de Huge, l'équipe combat Huge lui-même, équipé d'une combinaison blindée. L'équipe parvient à désactiver la combinaison et Motoko tente de plonger dans le cyber-cerveau de Huge, puis ordonne à Saito de tirer dans la tête de Huge avant qu'elle ne se perde. Alors que les agents de John Smith et de la Delta Force prévoient de tuer tout le monde sur place, John reçoit l'ordre du Président de se retirer alors qu'Aramaki apparaît pour escorter le PSS9 chez lui.                                                                  |                                                            |                                                           |                   |
| 6 | "DISCLOSURE - Quantized Gospel"                            | RÉVÉLATION - Un évangile quantifié                        | 23 avril 2020     |
| John Smith confirme que Patrick Huge était le "bon 1%er" qui fournissait les armes aux bandits, puis il escorte l'escouade GHOST jusqu'à une installation gouvernementale secrète où il détient Gary Harts, un sergent-chef de l'armée américaine à la retraite et le premier "Posthumain" connu qui a lancé presque seul un missile nucléaire sur Moscou jusqu'à ce qu'il soit rendu inerte par un tir chanceux à la tête. Cependant, Gary, qui est censé être en état de mort cérébrale, utilise des messages codés pour effectuer une attaque par débordement de mémoire tampon sur les systèmes d'urgence de l'installation, prenant ainsi le contrôle des robots de sécurité. Motoko ordonne à Batou de tuer Gary avant qu'il ne puisse s'échapper de son confinement. |                                                            |                                                           |                   |
| 7 | "PIE IN THE SKY - First Bank Robbery"                      | DOUX MIRAGE - Le braquage                                 | 23 avril 2020     |
| Batou se rend dans une banque de Fukuoka pour y déposer les revenus de son travail avec GHOST, mais il se retrouve soudain impliqué dans un cambriolage de banque concocté par quelques seniors qui ont perdu leurs fonds de retraite dans le cadre du Simultaneous Global Default. Après avoir écouté leurs histoires, Batou décide de les aider en déposant ses fonds à la banque, puis en utilisant son compte pour vendre à découvert une cryptomonnaie en utilisant le terminal du directeur de la succursale avant que la SAT ne prenne d'assaut le bâtiment pour les sauver. Les personnes âgées se partagent leurs fonds, le directeur de la succursale est accusé du crash de la cryptomonnaie et Batou retrouve le PSS9.                                          |                                                            |                                                           |                   |
| 8 | "ASSEMBLE - What Came About as a Result of Togusa's Death" | RASSEMBLEMENT - Ce qui est arrivé après la mort de Togusa | 23 avril 2020     |
| Le PSS9 rencontre le Premier ministre japonais Tate et John Smith, qui l'informe qu'il y a 14 posthumains connus dans le monde (y compris les deux tués plus tôt) et que trois d'entre eux se trouvent au Japon, mais qu'il n'y a pas d'images d'eux après leur transformation. Aramaki propose de laisser chaque membre décider s'il veut travailler avec le PSS9 sur cette nouvelle affaire. Motoko charge Togusa de débusquer la taupe dans le bureau de Tate. Une fois que Togusa a découvert l'identité du groupe qui espionne Tate, le PSS9 obtient le budget demandé et décide collectivement de s'occuper du cas posthumain. |                                                            |                                                           |                   |
| 9 | "IDENTITY THEFT - The Lonely Struggle"                     | VOL D'IDENTITÉ - Un combat solitaire                      | 23 avril 2020     |
| Sanji Yaguchi, un boxeur devenu posthume, est repéré à Fukuoka en train de tuer un bureaucrate à coups de poing seulement. Purin compile des données suggérant que Sanji a assassiné en série des immigrants et des réfugiés liés aux projets de reconstruction de Tokyo. Le beau-père de Tate, qui dirige l'entreprise bénéficiant de la reconstruction, est bientôt tué de la même manière. Tate décide d'attirer Sanji en se faisant passer pour l'appât. Motoko et Batou travaillent ensemble pour faire tomber Sanji. Motoko se demande pourquoi Sanji n'a pas immédiatement attaqué Tate, alors que John Smith le prend sous sa garde. |                                                            |                                                           |                   |
| 10 | "NET PEOPLE - Reasons Leading to Flameout"                 | CEUX DU NET - Les raisons de l'implosion                  | 23 avril 2020     |
| Purin est sur le cas d'un cadre intermédiaire qui est mort dans un aéroport lorsque 3 millions de pirates informatiques ont été en quelque sorte dirigés pour attaquer son cyber-cerveau en même temps. Elle traque un suspect nommé Koji, qui la mène à un maître hacker appelé le "Roi sans nom". Le roi parle à Purin de leur programme "Think Pol", utilisé pour rendre justice à distance à une cible choisie, lorsque Motoko découvre que le roi est un lycéen nommé Uotori. Uotori raconte à Motoko que quelqu'un d'autre de son collège a écrit le programme original, mais qu'il a dérivé "Think Pol" pour le "démocratiser". Soudain, le programme choisit Tate comme prochaine cible, forçant PSS9 à passer à l'action et à le sauver.                           |                                                            |                                                           |                   |
| 11 | "EDGELORD - The Revolution of the 14-year-olds"            | LES COOLS - La révolution des ados de 14 ans              | 23 avril 2020     |
| Motoko et Togusa commencent à enquêter sur le développeur original de Think Pol, un garçon posthume nommé Takashi Shimamura, et se rendent à son ancien domicile pour interviewer sa mère. Dans le passé, Takashi a développé Think Pol et l'a utilisé avec succès pour tuer un professeur soupçonné d'avoir abusé d'une camarade de classe féminine et d'avoir entraîné sa mort. Après le départ de Motoko et Togusa, la mère de Takashi découvre que celui-ci a laissé sa couverture préférée sur le bureau avec une lettre pour elle. |                                                            |                                                           |                   |
| 12 | "NOSTALGIA - All Will Become N"                            | NOSTALGIE - Et ils devinrent N                            | 23 avril 2020     |
| En analysant le code écrit par Takashi, Togusa tombe sur un programme destiné à réveiller des souvenirs oubliés. Togusa et Batou décident de suivre leur dernière piste vers un vieux village abandonné de Kyoto, où Takashi a brièvement séjourné chez son oncle. En arrivant dans le village, Togusa commence à voir certains des souvenirs les plus anciens de Takashi : rencontre avec un Ranger de la JSDF, lecture d'une copie traduite de 1984 de George Orwell, et observation d'une fusillade où une balle perdue a coûté la vie à sa cousine Yuzu. A la fin, le souvenir de Takashi offre à Togusa une place dans le camion. Batou perd soudainement de vue Togusa alors que le Tachikoma lui fait signe de partir.                                               |                                                            |                                                           |                   |